# 켄 파크
켄 파크(Ken Park)는 프랑스에서 제작된 에드워드 러취맨 감독의 2002년 드라마 영화이다. 제임스 랜슨 등이 주연으로 출연하였고 키스 카산더 등이 제작에 참여하였다.

## 출연

### 주연
- 제임스 랜슨
- 티파니 라이모스
- 스티븐 자소
- 제임스 불라드
- 마이크 애팔리티귀
- 애덤 처벅

### 조연
- 웨이드 윌리암스
- 아만다 플러머
- 줄리오 오스카 메초소
- 매브 퀸란
- 빌 페이거바케
- 해리슨 영

## 제작진
- Line PD: 빅토리아 구돌
- 미술: 존 드미오
- 의상: 미쉘 포쉬
- 배역: 카멘 쿠바
- Ass-PD: 왕위

## 같이 보기
- 키즈 (1995년 영화)